# Грос-Ниндорф (Гольштейн)
Грос-Ниндорф (нем. Groß Niendorf) — община в Германии, в земле Шлезвиг-Гольштейн. 
Входит в состав района Зегеберг. Подчиняется управлению Лецен.  Население составляет 673 человека (на 31 декабря 2010 года). Занимает площадь 10,68 км².